# سامي خشبة
سامي خشبة (1939م - 25 يونيو 2008م)، كاتب ومترجم وناقد مسرحي مصري. ولد الكاتب الراحل بمحافظة الغربية في العام 1939 بجمهورية مصر العربية وهو ابن المترجم الراحل دريني خشبة أحد الذين ترجموا الإلياذة والاوديسة عن الروسية لمكسيم جوركي وأنطون تشيكوف وليو تولستوي. يعتبر من أبرز نقاد المسرح في العالم العربي، وقد تراوح إنجازه بين الترجمة والنقد، إذ ترجم أكثر من عمل ينتمي إلى مسرح العبث، كما عكف في أخريات حياته على ترجمة كتاب عنوانه «الغضب الناعم» يتناول الكتابات النسائية في العالم العربي وهو عبارة عن رسالة دكتوراه ل«العنود محمد الشارخ».
تعرض خشبة للسجن ضمن جماعات اليسار، التي اعتقلت في مطلع العام 1959 وبعد خروجه من المعتقل عمل في صحيفة الجمهورية ثم الاهرام التي أصبح نائباً لرئيس تحريرها، وفي الفترة الأخيرة كان يكتب فيها مقالاً أسبوعياً. كما كان رئيساً لتحرير مجلة الثقافة الجديدة. 
لخشبة كتب منها «شخصيات من أدب المقاومة» و«تحديث مصر»، و«قضايا المسرح المعاصر»، الذي نًشر في الموسوعة الصغيرة في بغداد، وموسوعتان هما: «مفكرون من عصرنا» و«مصطلحات فكرية»، كما ترجم أعمالاً في النقد والأدب منها «معنى الفن» للبريطاني هربرت ريد ومسرحية «المنسيون» للايرلندي جيمس جويس و«المسرح في مفترق الطرق»، و«قصف العقول: الدعاية للحرب منذ العالم القديم حتى العصر النووي» لفيليب تايلور.

## أماكن عمل بها
- جريدة الجمهورية
- جريدة الأهرام
- مجلة الثقافة الجديدة
- دار الهلال
- مجلة الدوحة القطرية

## المؤلفات
- المسرح في مفترق الطرق،
- مفكرون من عصرنا،
- مصطلحات فكرية، القاهرة، 1992م
- تحديث مصر
- شخصيات من أدب المقاومة